# Mirage (album của Armin van Buuren)
Mirage là album phòng thu thứ tư bởi nhà sản xuất trance Hà Lan và DJ Armin van Buuren. Nó được phát hành vào ngày 10 tháng 9 năm 2010, và đã được đi trước bởi việc phát hành các bài hát dẫn đầu, "Full Focus" vào ngày 24 tháng 6, năm 2010. Album có sự hợp tác với ca sĩ-nhạc sĩ tiếng Anh Sophie Ellis-Bextor, ca sĩ Anh Christian Burns, Pakistan-Mỹ ca sĩ-nhạc sĩ Nadia Ali, Sản xuất điện tử Mỹ BT, Sản xuất trance Hà Lan Ferry Corsten, và Adam Young của Owl City.
Album ra mắt ở vị trí thứ ba ở Hà Lan, và tại số 113 ở Vương quốc Anh. Nó đứng vị trí số 148 tại Hoa Kỳ vào bảng xếp hạng Billboard 200, trong khi cũng biểu đồ tại Dance/Electronic Albums bảng xếp hạng ở vị trí thứ năm.

## Danh sách bài hát
| STT | Nhan đề                                             | Sáng tác                                                          | người sản xuất                                | Thời lượng |
| --- | --------------------------------------------------- | ----------------------------------------------------------------- | --------------------------------------------- | ---------- |
| 1.  | "Desiderium 207" (featuring Susana)                 | Armin van Buuren Benno de Goeij                                   | van Buuren de Goeij                           | 2:08       |
| 2.  | "Mirage"                                            | van Buuren de Goeij                                               | van Buuren de Goeij                           | 6:41       |
| 3.  | "This Light Between Us" (featuring Christian Burns) | van Buuren de Goeij Christian Burns                               | van Buuren de Goeij                           | 5:09       |
| 4.  | "Not Giving Up on Love" (vs. Sophie Ellis-Bextor)   | van Buuren de Goeij Olivia Nervo Miriam Nervo Sophie Ellis-Bextor | van Buuren de Goeij O. Nervo [a] M. Nervo [a] | 2:53       |
| 5.  | "I Don't Own You"                                   | van Buuren de Goeij                                               | van Buuren de Goeij                           | 6:45       |
| 6.  | "Full Focus"                                        | van Buuren de Goeij                                               | van Buuren de Goeij                           | 4:41       |
| 7.  | "Take a Moment" (featuring Winter Kills)            | van Buuren de Goeij Josh Gabriel Meredith Call                    | van Buuren de Goeij                           | 5:02       |
| 8.  | "Feels So Good" (featuring Nadia Ali)               | van Buuren de Goeij O. Nervo M. Nervo                             | van Buuren de Goeij O. Nervo [a] M. Nervo [a] | 3:58       |
| 9.  | "Virtual Friend" (featuring Sophie Hunter)          | van Buuren de Goeij Guy Chambers                                  | van Buuren de Goeij                           | 7:11       |
| 10. | "Drowning" (featuring Laura V)                      | van Buuren de Goeij O. Nervo M. Nervo                             | van Buuren de Goeij O. Nervo [a] M. Nervo [a] | 2:44       |
| 11. | "Down to Love" (featuring Ana Criado)               | van Buuren de Goeij Raz Nitzan Adrian Broekhuyse                  | van Buuren de Goeij Nitzan [a] Broekhuyse [a] | 4:15       |
| 12. | "Coming Home"                                       | van Buuren de Goeij                                               | van Buuren de Goeij                           | 6:20       |
| 13. | "These Silent Hearts" (featuring BT)                | van Buuren de Goeij Brian Transeau Burns                          | van Buuren de Goeij                           | 5:48       |
| 14. | "Orbion"                                            | van Buuren de Goeij                                               | van Buuren de Goeij                           | 5:17       |
| 15. | "Minack" (vs. Ferry Corsten)                        | van Buuren Ferry Corsten                                          | van Buuren Corsten                            | 6:43       |
| 16. | "Youtopia" (featuring Adam Young)                   | van Buuren de Goeij Adam Young                                    | van Buuren de Goeij                           | 3:59       |

| Disc 2: Limited Edition / iTunes bonus tracks | Disc 2: Limited Edition / iTunes bonus tracks          | Disc 2: Limited Edition / iTunes bonus tracks | Disc 2: Limited Edition / iTunes bonus tracks | Disc 2: Limited Edition / iTunes bonus tracks |
| STT                                           | Nhan đề                                                | Sáng tác                                      | người sản xuất                                | Thời lượng                                    |
| --------------------------------------------- | ------------------------------------------------------ | --------------------------------------------- | --------------------------------------------- | --------------------------------------------- |
| 17.                                           | "Breathe in Deep" (featuring Fiora)                    | van Buuren de Goeij Fiora Cutler              | van Buuren de Goeij                           | 6:10                                          |
| 18.                                           | "Take Me Where I Wanna Go" (featuring VanVelzen)       | van Buuren de Goeij Roel van Velzen           | van Buuren de Goeij                           | 7:21                                          |
| 19.                                           | "I Surrender" (featuring Cathy Burton)                 | van Buuren de Goeij Nitzan Broekhuyse         | van Buuren de Goeij Nitzan [a] Broekhuyse [a] | 8:06                                          |
| 20.                                           | "Love Too Hard" (featuring Jessie Morgan)              | van Buuren de Goeij Nitzan Broekhuyse         | van Buuren de Goeij Nitzan [a] Broekhuyse [a] | 7:18                                          |
| 21.                                           | "Virtual Friend" (featuring Sophie) (acoustic version) | van Buuren de Goeij Chambers                  | van Buuren de Goeij                           | 3:55                                          |

### Bản Deluxe
| Disc 2 | Disc 2                                                  | Disc 2     |
| STT    | Nhan đề                                                 | Thời lượng |
| ------ | ------------------------------------------------------- | ---------- |
| 1.     | "Breathe in Deep" (featuring Fiora)                     | 6:10       |
| 2.     | "Take Me Where I Wanna Go" (featuring VanVelzen)        | 7:21       |
| 3.     | "I Surrender" (featuring Cathy Burton)                  | 8:06       |
| 4.     | "Love Too Hard" (featuring Jessie Morgan)               | 7:18       |
| 5.     | "Virtual Friend (Acoustic Mix)" (featuring Sophie)      | 3:55       |
| 6.     | "Neon Hero" (featuring Christian Burns and Bagga Bownz) | 8:21       |

| Disc 3 | Disc 3                                                                  | Disc 3     |
| STT    | Nhan đề                                                                 | Thời lượng |
| ------ | ----------------------------------------------------------------------- | ---------- |
| 1.     | "Desiderium 207" (featuring Susana) (Leon Bolier Peaktime Remix)        | 6:50       |
| 2.     | "Mirage" (Dennis Shepherd Remix)                                        | 6:22       |
| 3.     | "Youtopia" (featuring Adam Young) (Michael Woods Remix)                 | 7:29       |
| 4.     | "Full Focus" (Chris Schweizer Mix)                                      | 7:46       |
| 5.     | "Breathe in Deep" (featuring Fiora) (The Blizzard Remix)                | 7:29       |
| 6.     | "Who's Watching" (featuring Nadia Ali) (Mike Shiver's Garden State Mix) | 7:43       |
| 7.     | "Rain" (featuring Cathy Burton) (Maor Levi Remix)                       | 8:44       |
| 8.     | "Touch Me" (as Rising Star (Sebastian Brandt Remix)                     | 7:19       |
| 9.     | "Blue Fear" (Orjan Nilsen Mix)                                          | 8:05       |
| 10.    | "Use Somebody" (by Laura Jansen) (Armin van Buuren Rework)              | 8:20       |

Ghi chú
- Các ấn bản deluxe bao gồm một DVD với video âm nhạc.
- ^[a]  có nghĩa là một nhà sản xuất thanh nhạc

## Bảng xếp hạng
| BXH (2010)                 | Vị trí Cao Nhất |
| -------------------------- | --------------- |
| Bỉ (Flanders)              | 10              |
| Bỉ (Wallonia)              | 58              |
| Hà Lan                     | 3               |
| Đức                        | 42              |
| Mể tây cơ                  | 12              |
| Ba Lan                     | 6               |
| Nga                        | 2               |
| Quốc                       | 113             |
| Mỹ Billboard 200           | 148             |
| Mỹ Dance/Electronic Albums | 5               |